# دوروتی متکالف-لیندنبورگ
دوروتی متکالف-لیندنبورگ (به انگلیسی: Dorothy Metcalf-Lindenburger) فضانورد اهل کشور ایالات متحده آمریکا است که در ۱۵ مهٔ ۱۹۷۵ میلادی در کلرادو اسپرینگز زاده شد. وی در مأموریت اس‌تی‌اس-۱۳۱ حضور داشته‌است.